# Requiem de Vampierridder
Requiem de Vampierridder is de Nederlandstalige vertaling van de Frans-Britse stripserie Requiem Chevalier Vampire. In Nederland wordt deze uitgegeven door Uitgeverij Prestige.
Het verhaal is geschreven door Pat Mills (onder andere bekend van Sláine en ABC Warriors). De illustraties worden gedaan door Olivier Ledroit (onder andere Kronieken van de Zwarte maan).
De strip staat bol van het extreme geweld wat in elk album steeds erger wordt. Sadomasochisme komt veelvuldig voor net zoals brute seks. De albums staan bol van de cynische humor. Er zou ongeveer 1 album per jaar verschijnen, met een totaal van 15 albums. Maar het project is gestopt na 11 uitgaves.
De reeks heeft ook een spin-off, Claudia de Vampierridder.

## Wereld van Requiem
Het verhaal van Requiem de Vampierridder speelt zich hoofdzakelijk af in het hiernamaals, Herrijzenis genoemd. Hier is alles tegenovergesteld ten opzichte van de wereld van de levenden. Zo is al het land op deze planeet zee en zee is land. De beste omschrijving is nog het beste die van de hel in combinatie met het vagevuur. Alle doden gaan hiernaartoe, ook zij die onschuldig zijn. De tijd gaat achterruit en er wordt dan ook van gisteren gesproken in plaats van morgen. De bewoners van Herrijzenis worden ook steeds jonger, totdat ze volledig verdwijnen. Vampieren kunnen de kus van Dracula ontvangen, waardoor zij eeuwig blijven leven.

## Verhaal
De hoofdpersoon is Heinrich, een Duitse soldaat uit de Tweede Wereldoorlog. Hij heeft een relatie met Rebecca, die Joods is. Wanneer hij sterft verwacht hij eeuwige rust te vinden. In plaats daarvan treft hij na zijn wederopstanding een wereld aan in absolute chaos. In dit hiernamaals lopen tijd en ruimte door elkaar heen. Hij keert terug als vampier.
In zijn nieuwe gedaante als Requiem de vampierridder, komt hij terecht in een kosmische oorlog. Tussen vele bizarre goden en demonen is er een persoon die hem maar niet loslaat: zijn aardse geliefde Rebecca.

## Rassen
Dit is een lijst van rassen uit de stripreeks Requiem de Vampierridder.
- Vampieren De vampieren zijn de hoogste klasse op Herrijzenis. Zij waren tijdens hun leven de meest wrede mensen die er waren. Een feit die zij nooit ontkend hebben en waar ze trots op zijn. De wandaden die zij in hun leven hebben gepleegd zorgen ervoor dat zij als vampier gekweld worden door hun verleden. Om hieraan te ontsnappen zijn alle vampieren verslaafd aan de drug 'zwarte opium', het help hen om te vergeten. Alle vampieren hebben een lijkbleke huid en rode ogen.
- Lamianen Een soort spoken. Tijdens hun leven waren zij de onschuldige slachtoffers die gemarteld en vermoord zijn door hen die op Herrijzenis vampieren, weerwolven, centaur en andere slechte wezens zijn geworden. De enige manier waarop zij Herrijzenis vredig kunnen verlaten is door hun voormalige martelaar die verantwoordelijk is voor hun dood uitroeien. Ze zijn een soort geesten die vampieren laten herinneren hoe slecht zij als levenden waren. Ze bezitten een stukje technologie waarmee ze weerwolven en centaurs kunnen beheersen en zetten deze in tegen hun grootste vijanden, de vampieren. De meeste lamianen zijn wit/groen doorschijnend met groene ogen.
- Maagdelijke-Piraten, Zombie-piraten, Dit waren mensen die net zoveel dood en verderf veroorzaakten op aarde als de vampieren, maar zij deden dit in de overtuiging dat ze handelen uit goedheid. Op Herrijzenis zijn ze rovers en piraten geworden, die in constant conflict zijn met de vampieren. Veel van hen zijn voormalige nonnen. Ze wonen in een vliegende stad, Aerophagia. Sommigen van hen waren zich tijdens hun leven wel degelijk bewust van hun daden (zoals Lady Venus), maar misleidden hun ondergeschikten. Deze zombies hebben meestal een hogere rang in de zombie-vloot. De meeste piraten zien eruit als wandelende skeletten in piratenkledij. De leidsters van de piraten hebben een zeer mooi gevormd vrouwelijk lichaam maar hebben geen neus. Dit geld dan weer niet voor Mitra de piraten-koningin.
- Weerwolven zijn leden van de inquisitie en waarschijnlijk ook andere religieuze fanatiekelingen. (terwijl de satanisten Claudia Demona, Mortis en Baron Samedi vampieren zijn geworden). Ze zien eruit als menselijke priesters, maar kunnen veranderen in zeer grote weerwolven. Ze zijn bijna net zo sterk als vampieren. Ondanks hun kracht zijn ze een soort aaseters. Lamianen hebben een manier gevonden om hen te beheersen, door middel van een soort afstandsbediening. Een bekende weerwolf is Torquemada.
- Archeologen zijn de enige groep op Herrijzenis die officieel gebruik mogen maken van technologie. Tijdens hun leven waren ze wetenschappers die vreselijke wapens ontwierpen. Ze zien eruit als mummies en moeten de huid van een ander wezen dragen (meestal van zombies) als ze uit hun sarcofaag willen treden. Hun taak is om alles van de aarde te begraven.
- Zombies (niet te verwarren met de Maagdelijke-Piraten) De zombies zijn de meest voorkomende groep op Herrijzenis. Het waren gewone mensen, die weinig schade aanrichten en die tot het voetvolk behoren. Vampieren drinken hun bloed en archeologen dragen hun huid.
- Berserkers zien eruit als een groot harnas en leven enkel om te vechten. Voor hen geld het motto; 'alles met een hartslag moet dood.' Ze worden door Dracula ingezet om de slag tegen de Lamianen te beslechten. Ze maken geen onderscheid tussen 'vriend' of vijand. De enige manier om een berserker te stoppen is door de kraag van dynamiet te laten ontploffen die elke berserker draagt.
- Centaur op aarde waren ze aanranders. Ze zijn de vijanden van de gieren en de weerwolven. Centaurs hebben het bovenlijf van een mens en het onderlijf van een paard.
- Gieren
- Schreeuwende Mandragores waren zelfmoordenaars.
- Demonen
- Dwerg
- Duivelse database
- Meesters der eeuwigheid, de goden waar vampieren tot bidden.
- Mutanten, deze wezens leven in het Londen van de toekomst.
- Dystopianen zien eruit als reptielachtige mensen die uit de 17de eeuw komen.

## Personages

### Vampieren
- Requiem is het hoofdpersonage uit deze serie. Tijdens zijn leven was hij Heinrich Augsburg, geboren in Berlijn, opgeroepen in 1941 als een nazisoldaat ten tijde van de Tweede Wereldoorlog. Hij had een haat-liefdeverhouding met de Joodse Rebecca. Hij sterft aan een schotwond in zijn voorhoofd. Eenmaal op herrijzenis raakt hij bevriend met Otto van den Doodt. Hij volgt een tweejarige opleiding bij Lord Cryptus tot vampierridder. Hij ontmoet Rebecca voor wie hij nog steeds (verboden) gevoelens heeft, wordt betrokken in een complot om Dracula van de troon te stoten en hij blijkt de reïncarnatie te zijn van Thurim. Requiem heeft een zwaard waar een helderziend slangenoog in zit, wanneer deze in bloed gedrenkt wordt weerspiegeld deze de waarheid. Requiem staat op de omslag van deel 1.
- Otto van den Doodt, was een nazisoldaat die heilig geloofde in het derde rijk. Hij overleefde de oorlog en vluchtte naar Zuid-Amerika. Daar werd hij gevonden door nazi-jagers en uiteindelijk gedood door Rebecca's tweelingzus. Hij is de vampier die Heinrich vind en hem, wanneer hij Requiem is geworden, onderricht in de wetten en gebruiken van de vampieren. Hij is verantwoordelijk voor Rebecca's dood en martelt haar als Lamiaan nog steeds.
- Lady Claudia Demona Op aarde was ze de poortwachter van een groep satanisten die mensen offerden. Ze had een kapperszaak als dekmantel voor haar duivelse praktijken. Voor zover bekend heeft Claudia als mens drie baby's gehad, twee heeft ze met placenta en al opgegeten, het derde kind moest als maagd geofferd worden op haar 21ste verjaardag. Tijdens haar leven onderhield ze al nauwe banden met Mortis en Baron Samedi. Ze is een van de wreedste vampieren op Herrijzenis en houdt van sadomasochistische seks spelletjes. In tegenstelling tot andere vampieren houdt Claudia er van als haar dromen worden belaagd door Lamianen. Claudia staat op de omslag van deel 2. Ze heeft haar eigen spin-offserie Claudia de Vampierridder.
- Lord Cryptus Is de leermeester van de vampierriddes in de maantempel. Hij heeft zijn jeugd verlengd met zwarte opium. Hij heeft toen hij ouder was nooit de 'kus van Dracula' mogen ontvangen en is dus gedoemd om steeds jonger te worden. Hij heeft dan ook het uiterlijk van een baby. Hij is niet meer in staat om bloed te drinken, omdat dat te vet is voor hem, hij drinkt bloed aangelengd met geperst geestenbalsap en een beetje zwavel uit een zuigfles. Hij wordt vergezeld door een soort nanny die hem vaak in een kinderwagen verplaatst. Hij is het brein achter de coupe tegen Dracula. Een van zijn vijanden is Tengu, de meester van Dragon de Otaku vampier.
- Dracula een bijzonder wezen, voor zijn verrijzenis was hij al een vampier, terwijl anderen dat werden op basis van hun verleden op aarde. Hij is de enige echte vampierridder. Dracula staat op de omslag van deel 3.
- Thurim een gevallen held met zijn dodenhamer doodde hij een god uit de voorhel, maar later verraadde hij zijn meesters. Hij reincarneerde als Requiem.
- Elisabeth Báthory de echtgenote van Dracula, tijden haar leven barones van Transsylvanië, ze martelde en vermoordde 600 jonge meisje om te baden in hun bloed. In de spin-off Claudia de Vampierridder schept ze er groot genoegen in om Claudia te misbruiken voor haar eigen plezier. Ze gaat doorgaans erg schaars gekleed. Ze beschikt over ultieme vernieuwingskrachten en wenst nimmer gestoord te worden wanneer zij in bad zit. Ze heeft een aantal luipaardvrouwtjes. Báthory is in staat om een dubbelbladige bijl te hanteren die nog groter is dan zij zelf. Elisabeth staat op de omslag van deel 10.
- Caligula Dracula hij maakte zijn eigen zuster zwanger en rukte de ongeboren vtucht uit haar ingewanden.
- Atilla Dracula, admiraal van de vloot. Als de belichaming van de anti-christ en de schande van god zelf, at hij twee van zijn eigen zoons op.
- Black Sabbat kanselier van de bank van bloed. Hij bepaalt de wisselkoersen van een liter bloed tegen over andere monetaire eenheden. Op aarde was hij Aleister Crowley, het beest en de slechtste man ter wereld. Hij stamt af van een buitenaardse entiteit, genaamd 'Aiwass'.

### Maagdelijke piraten
- Mitra is de koningin van de piraten. Ze is ontzettend dik en in de veronderstelling dat ze een lustobject is. Tijdens haar leven was ze een corrupte FBI agent, genaamd J. Edgar Hoover die een homofiele dragqueen was tijdens zijn leven. Hij betaalde de mannen van Al Capone om hem te beschermen tegen vampieren die de terugkeer van Dracula aan het voorbereiden waren. Hij wordt vermoord door de vampier vrouwe Holodoro. Haar doel als piraat is het uitroeien van vampieren en ervoor zorgen dat haar ras de hoogste klasse wordt.
- Moeder Terreur was moeder overste van de gezusters der eeuwige stilte. Ze runde ziekenhuizen als ware het gevangenissen. Patiënten ontbeerden noodzakelijke zorg waardoor ze in pijnlijke dood stierven. Ze liet miljoenen aan overheidsgelden verdwijnen. Ze is door Mitra tot leider benoemd van de piratenvloot. Ze bezit de duivelse database die nadat ze is vernietigd overgaat op Requiem.
- Moeder Hoererij was hoofd van een klooster tijdens haar leven en leverde nonnetjes aan jonge priesters.
- Moeder Zorg was tijdens haar leven een non die ongehoorzame weesjongens vermoordde.
- Lady Venus leefde in de 23ste eeuw en was de president van Venus. In die tijd worden mensen gekloond en zijn mannen overbodig. Illegaal geboren mannetjes werden vernietigd in het algemeen belang van de mensheid. Haar partij voor de politieke correctheid voerde verplichte sterilisaties uit op de mislukkingen der natuur. Haar taalgebruik is zeer politiek correct, zij spreekt dan ook van "opgeschort succes" in plaats van "falen". Na het wegvallen van Moeder Terreur neemt Lady Venus haar plaats in als hoofd van de piraten vloot.

### Lamianen
- Rebecca was een Joodse vrouw die een haat-liefdeverhouding had met Henrich. Ze werd ontdekt en afgevoerd door de nazi's. Ze stierf uiteindelijk in een concentratiekamp door de hand van Otto. Als Lamiaan is ze een vampierjager en leidt een aanval tegen Dracula. Ze heeft nog steeds tegenstrijdige gevoelens voor Requiem. Om rust te vinden moet ze Otto vernietigen.
- Aurora is een offer van Mortis. Doordat ze tijdens een ritueel werd vernietigd, kon de demon Charnel reanimeren.
- Sean was tijdens zijn leven een slachtoffer van Claudia's duivelse praktijken. Hij leidt samen met Rebecca de Lamianen. Zijn doel is het vernietigen van Claudia.

### Demonen
- Charnel krijgt van Mortis de opdracht om Requiem te vernietigen. Hij is helemaal rood en heeft vier armen. Door elke handpalm steekt een staak. Zijn oogleden zijn scherpe tanden. Als wapen maakt hij gebruik van kettingen waar aan het uiteinde scherpe haken zitten.

### Dwergen
- Igor probeert in een kroeg een spiegel te verkopen aan Requiem en Otto, echter spiegels zijn verboden en hij wordt voor straf het offer van Requiem (die daar eigenlijk niet erg blij mee is).

## Albums
Voor de albums van Claudia, zie Claudia de Vampierridder.